# Schistosoma mansoni
Schistosoma mansoni — важливий патоген людини, один з головних збудників шистосомозу. Цей організм нетиповий серед трематод тим, що в дорослому стані має дві статі та мешкає у кровоносних судинах хазяїна, тоді як решта траматод — гермафродити, що мешкають у кишечнику або органах, таких як печінка. Життєвий цикл цього організму складається з двох стадій: головного хазяїна (наприклад, людини), де він проходить статеве розмноження, та існування у равликах, як безстатевий організм.